# Christoph M. Frisch
Christoph M. Frisch (* 8. Dezember 1959 in Neunkirchen/Saar) ist ein deutscher Bildender Künstler.

## Biografie
Nach Ausbildungen als Goldschmied, Kirchenmalerei und im grafischen Bereich  (Siebdruck, Radierung) ist Frisch seit 1979 als freischaffender Künstler tätig.
Der Künstler lebt und arbeitet in Tholey.

## Werk
Frisch entwickelte einen Figurenkanon, den er in unterschiedlichsten Techniken malerisch und plastisch umsetzte. Bild-Zyklen zu Baudelaire, Rimbaud oder dem alt testamentarischen Joseph prägen die Schaffenszeiten der achtziger und neunziger Jahre. „Christoph M Frisch ist ein postmoderner Künstler. Eines ihrer Merkmale ist die Variation der Stile. So oszilliert auch Frischs Werk zwischen Abstraktion und Figuration, zwischen Realismus und dem freien Spiel der Formen. Immer wieder schlägt das Pendel in die eine oder andere Richtung aus.“
Neben seinem malerischen Werk beschäftigte sich Frisch mit dem Werkstoff Glas. Auch hier dominieren seine manieristisch langgezogenen Figuren. Kombinationen aus Malerei und Plastik finden sich in seinen Kirchenfenstergestaltungen. Im Bereich Design vereinigt Frisch die Bereiche Fotografie und Glas. Beispiele sind hier das Kulturfenster des Kunstzentrums Bosener Mühle oder die Dauerausstellung „Erzählung Europa“ im Schaumbergturm Tholey.
Seit 2011 arbeitet Frisch in einem von ihm entwickelten inklusiven Projekte mit behinderten und nicht-behinderten Jugendlichen.

## Einzelausstellungen (Auswahl)
- 1983 Ein Traum von Winter, Galerie Hauptmann | Hamburg
- 1990 Galerie Metzner | Hamburg
- 1991 Les fleurs du mal  MUSIKonTEXTE | Saarbrücken
- 1993 Centre Culturel Pablo Picasso | Pont-à-Mousson
- 1997 Balance  Galerie Leonardis | Oberursel
- 1998 Joseph-Zyklus  Evangelisch-Lutherische Kirche | Oberstaufen
- 1999 Galerie im Hof | St. Wendel
- 2000 Galerie Herburger | Saarbrücken
- 2002 Landtag des Saarlandes | Saarbrücken
- 2009 Im Reich der Lichter Kreisgalerie Dahn
- 2010 GOLDLAND Galerie Herburger | Saarbrücken
- 2011 Gesang im Feuer  Rathaus-Galerie | St. Ingbert
- 2014 Glaswerk² feat. Jürgen Schwan | KBM

## Gemeinschaftsausstellungen (Auswahl)
- 1985 Junge Künstler aus dem Saarland  Saarländische Vertretung | Bonn.  Mit Francis Berrar, Peter Hochscheid, Horst Hübsch, Hanns Huwer, Rolf Viva, Thomas Wojciechowicz.
- 1986 Steine Stadtgalerie Saarbrücken | Mit Gerhard Stebner
- 1994 Künstlerbücher Saarländische Universitäts- und Landesbibliothek | Universität Saarbrücken.
- 1995 Kunst und Künstler im Messestand  Kunstmesse Pirmasens
- 2000 Salon d’arts plastique | Castelsarrasin
- 2003 Distanzen  |  Bauwerkstatt Sulzbach | Mit Liane Deuter, Nikola Dimitrov, Tina Stein, Jürgen Schwan
- 2008 Figur + Zeichen  Galerie Riverside | Innsbruck
- 2014 BESTANDSAUFNAHME  u. a. m. Leo Kornbrust, Aloys Ohlmann, Albert Haberer | Stiftung Kulturbesitz Kreis St. Wendel
- 2016 RötelЯeich u. a. mit Klaus Massem, Karin Mansmann, Tanja Bonaventura-Kleber | Kunstzentrum Bosener Mühle

## Kunst und Designs im Öffentlichen Raum (Auswahl)
- Europäische Akademie Otzenhausen
- Schaumbergturm Tholey
- Kulturfenster Bosener Mühle
- Kirchenfenster ev. Kirche in Landsweiler-Reden
- Kirchenfenster kath. Kirche St. Martin in Habkirchen

## Auszeichnungen / Preise
- 1979 Preisträger Fassadenwettbewerb der Stadt Homburg
- 2001 Stipendium der Stiftung Kulturbesitz Kreis St. Wendel.